# Estefanía Banini
Estefanía Banini, (Mendoza, 1990. június 21. –) argentin női válogatott labdarúgó. A spanyol első osztályú Atlético Madrid középpályása.

## Pályafutása
Estefanía Banini az argentínai Mendoza városában született. Szülei, Tito Banini és Elizabeth Ruiz korán felfedezték lányuk foci iránti érdeklődését és már 7 évesen futsal meccsekre kísérték a helyi Club Cementista fiúcsapatához. 16 évesen a Las Pumas klubjánál már nagypályán is bizonyíthatta rátermettségét. A kezdeteket nem felejtette el és a mai napig is, ha hazalátogat felkeresi gyökereit.

### Klubcsapatokban

#### Colo-Colo
21 évesen a sikeres Copa América szereplés után a chilei Colo-Colo gárdája vette fel vele kapcsolatot. Fizetést, szállást és költségtérítést biztosítva szerződtették az argentin tehetséget.
A női Messinek is becézett középpályás nyolc bajnoki címet, valamint egy Copa Libertadores győzelmet ért el a Törzsfőnököknél. Eredményes játékával hamar klubja egyik vezére lett, a 2014-es Clausurán már a csapat kapitányaként is ténykedett. Góljaival sem fukarkodott 2012-ben 17 találatot jegyzett a Aperturában, 2014. július 26-án pedig a CD Puerto Montt ellen hat góljával járult hozzá a Colo-Colo 14–0-ás győzelméhez.

#### Washington Spirit
2015 januárjában szerződött az NWSL-ben érdekelt Spirithez. Első szezonja azonban nem a tervei szerint alakult és mindössze négy mérkőzésen vehetett részt térdsérülése miatt. 2016-ban hét meccsen öt gólt lőtt és bajnoki ezüstérme mellé a klub legeredményesebb támadója címét is kiérdemelte. Július hónap játékosa, a 13. forduló legjobbja és a Hét gólja elismeréseivel is gazdagodott.
Estefanía kivételes tehetség és nem hiszem, hogy hasonló játékos található-e a ligában. Új lendületet adhat csapatunknak, amely előnyünkre válhat bajnokság utolsó harmadában.

#### Valencia
Két szezon után új kihívásra vágyott és elfogadta a spanyol Valencia ajánlatát.
Korábbi csapattársainak (Christiane Endler, Yanara Aedo) is köszönhetően könnyen beilleszkedett a Denevérek csapatába, de washingtoni teljesítményét nem tudta megismételni. 21 meccsen 4 gólt jegyzett, csapatával pedig a harmadik helyen végeztek a bajnokságban.

#### Visszatérés a Washington Spirithez
2017. június 19-én jelentette be visszatérését a fővárosi klubhoz, ahol első idényében kilencszer lépett pályára, melyeken egyszer talált be. A következő évben 12 mérkőzés után újra kiújult sérülése és kénytelen volt kihagyni a bajnokság utolsó találkozóit. Felépülését követően újabb egy évre aláírt a vörös-kékekhez.

#### Levante
Valencia második számú csapatához a Levantéhez 2018 októberében írt alá és bár pár hónappal később hosszabbított a Spirittel, mégsem tért vissza az Egyesült Államokba és a 2019–20 szezonkezdet előtt két évre kötelezte el magát a Békákhoz.

#### Atlético Madrid
Egy héttel a 2020–21-es bajnokság befejezését követően elfogadta az Atlético Madrid kétéves szerződés ajánlatát.

### A válogatottban

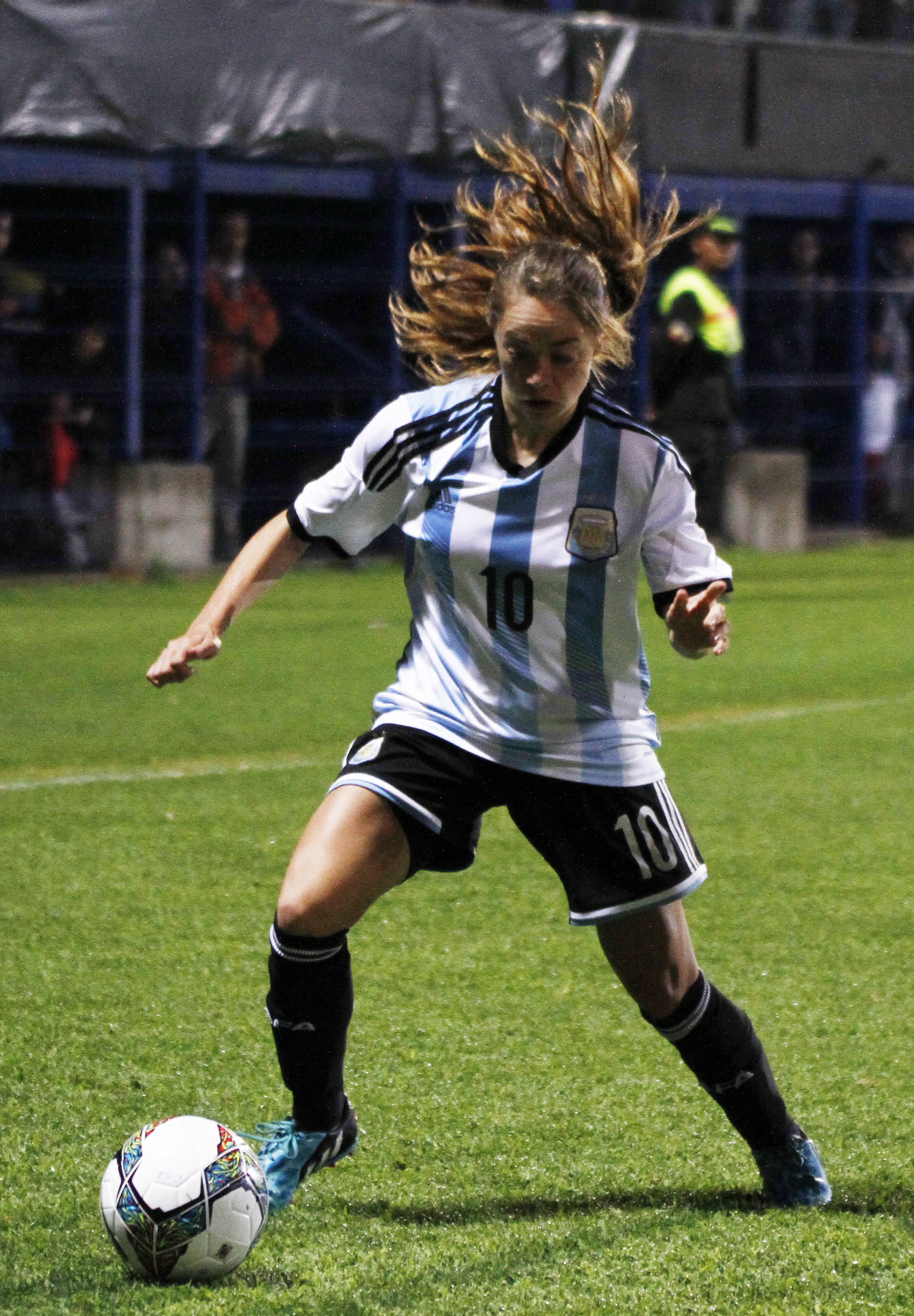
Akcióban a Brazília elleni 2014-es Copa América találkozón.

A 2010-es Copa Américán góllal debütált Bolívia ellen. Santiagóban a 2014-es Dél-amerikai játékokon három találattal járult hozzá az argentin aranyéremhez, majd a 2014-es Copa Américán szerzett negyedik helyet. A bronzéremmel végződő 2018-as Copa Américán háromszor volt eredményes és felszólalt a női labdarúgás kezdetleges körülményei és támogatatlansága miatt.
Részt vett a 2019-es világbajnokságon, ahol csapatkapitányként hazája első világbajnoki pontjait szerezték meg társaival. Elévülhetetlen érdemei voltak a Japán ellen elért 0–0-ás döntetlennel végződött találkozón. A nemzetközi szinten még tapasztalatlan argentin csapat defenzív struktúráját kiválóan szervezte meg, ami ugyan a játék képét nem színesítette, de történelmi jelentőségű eredményt ért el csapatával és Baninit a mérkőzés legjobbjának választották.
A világbajnokság végeztével Banini több játékostársával együtt újra bírálta az argentin női futball helyzetét és radikális szakmai változtatásokat követeltek a szövetségtől (AFA), akik elképesztő döntést hoztak és felszólaló csapattársaival együtt kizárták a válogatott soron következő pánamerikai játékokra készülő keretéből.
2022. április 7-én a Chile elleni 0–1 vereséggel végződő barátságos mérkőzésen, három év elteltével tért vissza a nemzeti csapathoz.

## Sikerei

### Klubcsapatokban
Chilei bajnok (9):
- Colo-Colo (9): 2011 Apertura, 2011 Clausura, 2012 Apertura, 2012 Clausura, 2013 Apertura, 2013 Clausura, 2014 Apertura, 2014 Clausura, 2015 Apertura

Copa Libertadores győztes (1): 
- Colo-Colo (1): 2012

Copa Libertadores döntős (1): 
- Colo-Colo (1): 2011

 Észak-amerikai bajnoki ezüstérmes (1):
- - Washington Spirit (1): 2016

 Spanyol bajnoki bronzérmes (1):
- - Valencia (1): 2016–17

 Spanyol szuperkupa-döntős (1):
- Levante (1): 2021

### A válogatottban
Argentína
- Copa América bronzérmes (1): 2018
- Dél-amerikai játékok győztes (1): 2014

### Egyéni
Az év játékosa (1): 2013, 2014

## Statisztikái

### A válogatottban
2022. november 11-el bezárólag
| Válogatott | Szezon   | Mérk. | Gól |
| ---------- | -------- | ----- | --- |
| Argentína  |          |       |     |
| 2010       | 7        | 1     |     |
| 2014       | 11       | 6     |     |
| 2018       | 7        | 3     |     |
| 2019       | 3        | 1     |     |
| 2022       | 11       | 2     |     |
| Összesen   | Összesen | 39    | 13  |